# Середня щитоподібна вена
Середня щитоподібна вена  (лат. v. thyroidea media) — венозна судина, що збирає кров з нижньої частини щитоподібної залози, анастомозує з венами гортані та трахеї та впадає в внутрішню яремну вену.

## Клінічне значення
Перев'язка середньої щитоподібної вени є одним з етапів оперативних втручань на щитоподібній залозі: тиреоїдектомії або органозберігаючих операціях. Калібр середньої щитоподібної збільшений при гіпертиреоїдних станах та багатовузловому зобу, що повинно бути врахована при оперативному лікуванні.